# روي أندرو ميلر
روي أندرو ميلر (بالإنجليزية: Roy Andrew Miller)‏ هو لغوي أمريكي، ولد في 5 سبتمبر 1924 في وينونا في الولايات المتحدة، وتوفي في 22 أغسطس 2014 في هونولولو في الولايات المتحدة.